# BK Klosterneuburg
| Basketball Klosterneuburg               | Basketball Klosterneuburg                                                      |
| --------------------------------------- | ------------------------------------------------------------------------------ |
|                                         |                                                                                |
| Vereinsdaten                            |                                                                                |
| Anschrift:                              | Sportunion Basketball Klosterneuburg In der Au (Happyland) 3400 Klosterneuburg |
| Website:                                | www.bk-klosterneuburg.at                                                       |
| Fotowebsite:                            | fotos.dbba.at                                                                  |
| Gründungsjahr:                          | 1952                                                                           |
| Liga:                                   | Herren: win2day Basketball Superliga Damen: win2day Basketball Damen Superliga |
| Obmann:                                 | Werner Sallomon                                                                |
| Spielstätte:                            | Freizeitzentrum Happyland Klosterneuburg („Dukes Castle“)                      |
| Dressenfarben:                          | Heimspiele: Weiß Auswärtsspiele: Orange-Dunkelgrau                             |
| Heimspiel-Infoblatt:                    | Gameday                                                                        |
| Gewonnene Titel                         |                                                                                |
| Meister (Herren):                       | 1978, 1983, 1984, 1985, 1986, 1987, 1988, 1989, 1990, 2012                     |
| Meister (Damen):                        | 1998, 1999, 2000, 2001, 2002, 2003, 2021, 2022                                 |
| Cup (Herren):                           | 2013                                                                           |
| Cup (Damen):                            | 1999, 2000, 2001, 2002, 2003, 2019, 2020, 2021, 2022                           |
| Supercup (Herren):                      | 2012, 2013                                                                     |
| Europacup-Teilnahmen                    |                                                                                |
| Europapokal der Landesmeister (Herren): | 1978/79, 1983/84, 1984/85, 1985/86 1986/87, 1987/88, 1988/89, 1989/90 1990/91  |
| Korać-Cup (Herren):                     | 1991/92, 1998/99                                                               |

Basketball Klosterneuburg ist ein Basketballverein aus Klosterneuburg, dessen Herrenmannschaft, die BK Dukes, in der höchsten österreichischen Spielklasse ÖBL spielt. Das Damenteam, die BK Duchess, spielt in der AWBL bzw. ASWBL. Mit insgesamt zehn Meistertiteln der Herren, zuletzt in der Saison 2011/12, und acht Meistertiteln der Damen ist Klosterneuburg einer der erfolgreichsten Basketballvereine in Österreich. Mit der Saison 2019/20 starteten die BK Dukes in ihre 50. Bundesliga-Saison und sind damit das Rekordteam der ÖBL.

## Geschichte
Der Basketballsport in Klosterneuburg hat eine lange Tradition. Im Jahr 1952 wurde Basketball als Sektion des damaligen KSV (Klosterneuburger Sportverein) gegründet. Das entsprechende Gründungsmatch fand am 16. August 1952 gegen Union Babenberg statt und bereits ein Jahr später folgte der eigenständige Weg als Verein unter dem Namen „1. KBC“ (1. Klosterneuburger Basketballclub) mit Herren und Damenteams.
Seit 1970 ist Klosterneuburg durchgehend (als einziger Verein in Österreich) in der A-Liga vertreten. 1977 fusionierten die beiden erfolgreichen Klosterneuburger Teams 1. KBC und Asturia zum heutigen „BK Klosterneuburg“. Vom großen Erfolg gekrönt wurde die Fusion schließlich am 16. April 1978 in einer restlos ausverkauften Babenbergerhalle. Im Finale zwischen dem BK Klosterneuburg und dem UBSC Wien setzten sich die Außenseiter mit 69:68 durch und Klosterneuburg wurde der erste österreichische Basketballmeister, der nicht aus Wien kam.
Mit dem ersten Meistertitel 1978 beginnt die die „Goldene Ära“ des Klosterneuburger Basketballsports und Anfang der 1980er Jahre auch die Übersiedelung in die neue Heimstätte Freizeitzentrum Happyland. Mit 8 Meistertiteln in Folge (1983–1990) wird der BK Klosterneuburg zum absoluten Rekordmeister der Österreichischen Basketball Bundesliga. Kein anderes Team der ABL kann bis heute auf eine ähnliche Erfolgsserie verweisen. Dazu kommen 32 Europacup-Spiele (5 Siege – 27 Niederlagen) und der Erfolg als 2-facher Donaupokal-Sieger (Vorgänger der Superliga).
Den letzten großen Höhepunkt bei den Herren feierte der BK Klosterneuburg (genau 60 Jahre nach Gründung des Vereins) mit dem Meistertitel 2012. Dazu kamen der erste Cupsieg in der Vereinsgeschichte (2013) der BK Dukes sowie der 2-fache ABL Supercup Sieg (2012, 2013). Bei den Damen konnte der Verein vier Pokalsiege (2019, 2020, 2021, 2022) sowie zwei Meistertitel 2021 & 2022 feiern.
Heute betreut der BK Klosterneuburg neben den 2 Bundesligateams (BK Dukes und BK Duchess) und einem Landesligateam (BK Sixers) insgesamt 13 Nachwuchsteams direkt im Verein (Mädchen und Jungen) sowie Basketballspieler in allen 8 Volksschulen in Klosterneuburg. Damit zählt der BK zu den aktivsten Nachwuchsförderern der Stadtgemeinde Klosterneuburg und zu den größten Basketballvereinen in Österreich! Für die professionelle Nachwuchsbetreuung vor Ort sorgt zusätzlich das 1985 gegründete Basketball Bundesjugendzentrum, wo junge Talente entsprechend gefördert werden und auf dem Weg zum Spitzensport optimal unterstützt werden. Die Heimhalle des BK Klosterneuburg, das „Dukes Castle“ im Happyland, bietet Platz für 1.000 Zuschauer.

## Spielstätte
Die Mehrzweckhalle des Freizeitzentrums Happyland liegt im Klosterneuburger Aupark, einem Erholungsgebiet in unmittelbarer Nähe des Bahnhofs Klosterneuburg-Kierling. Die BK Dukes tragen dort seit 1979 ihre Heimspiele aus. Die Basketballhalle ist bei den Fans auch als „Dukes Castle“ bekannt. Im Sommer 2014 wurde die Halle von der Stadtgemeinde Klosterneuburg generalsaniert. Neue Tribünen, HD-fähiges Licht für die TV-Übertragungen und viele weitere technische Neuerungen machen die Basketballhalle zu einer der modernsten in Österreich.

## Namensgebung
Der Verein heißt Sportunion Basketball Klosterneuburg.
Das Bundesliga-Herrenteam heißt Dukes („Herzöge“), das Bundesliga-Damenteam heißt Duchess („Herzogin“), während die zweite in der Landesliga Niederösterreich spielende Mannschaft Sixers („Sechser“) heißt, die auch im Niederösterreich Cup antritt. Die Nachwuchsteams der Buben und der jungen Erwachsenen heißen unter Hinzufügung der Höchstaltersgrenze Basketdukes („Korbherzöge“) und die Mädchen heißen Basketduchess („Korbherzogin“).
Beide Bundesliga-Teams haben oder hatten Namenssponsoren, die in Österreich sehr häufig wechseln können. Aufgrund der Natur des zeitlich (eng) begrenzten Namenssponsorings, dessen Erwähnung nach Ablauf der Vertragslaufzeit nicht mehr stattfinden soll, bei gleichzeitig mangelhafter Geschichtsschreibung, finden sich selten belastbare Namenskonventionen. Die Damen spielten bereits als „BK Tecto Klosterneuburg“, „BK Hornets Klosterneuburg“, „BK Systemlogistik Duchess“ und „BK Jocher's Duchess“, bzw. aktuell als „BK Raiffeisen Duchess“. Die Herren spielten schon als „BK NÖ Brandschaden“ (bis 1984/85) und in weiterer Folge als „BK NÖN“ (1985–1988), „BK Toshiba“ (1988–1990), „BK Nissan“ „BK Kalendermacher Klosterneuburg“, „Xion Dukes“, die „yourgoody Dukes“ (Bedeutung leider unbekannt) oder aktuell (2019/2020) die „BK IMMOunited Dukes“.

## Damen
Im Gegensatz zum Herren-Team von Basketball Klosterneuburg, den Dukes, sind nicht die Spielerinnen selbst, sondern das Damen-Team als Ganzes eine „Herzogin“ (=Duchess). Die Damen wurden als eigenständiger Verein von 1998 bis 2003 sechsmal in Serie Meister der Austrian Women Basketball League. 2004 wurden sie als „BK Duchess“ im Verein integriert. Seitdem wurden vier Cupsiege (2019, 2020, 2021, 2022), 5 Vizemeisterschaften (2006, 2011, 2012, 2014, 2019) sowie zwei Staatsmeistertitel 2021 & 2022 als Erfolge gefeiert.

## Nachwuchs
Die Basketdukes bzw. Basketduchess sind der Nachwuchs von Basketball Klosterneuburg und beschäftigen sich mit der Betreuung von Jugendlichen. Es werden Burschen ab acht Jahren durchgängig in allen Altersstufen betreut (U10, U12, U14, U16, U19). Mädchenteams gibt es für die Altersstufen von 10 bis 19 Jahren.
Im Jahre 2006 wurde die Nachwuchsarbeit des Vereins im Basketballmagazin Fullcourtpress zur besten Österreichs gewählt. Nach einem Punktesystem wurde die Anzahl der Erfolge in der ÖMS (Österreichische Meisterschaft) und die Anzahl der Mannschaften gewertet.

## Erfolge
Die Basketballer aus Klosterneuburg haben im Jahr 1978 zum ersten Mal den Meistertitel erringen können. Von 1983 bis 1990 gelang es ihnen, achtmal in Folge den Titel zu holen. In den Jahren 1983 und 1986 konnte der Donaupokal gewonnen werden. Sie stellten damit das dominierende Team des österreichischen Basketballsports der 80er Jahre dar.
2012 gewannen die Dukes nach 22 Jahren wieder den Meistertitel, den Supercup 2012 sowie 2013 den Chevrolet Cup. Damit erreichten sie als zweite österreichische Mannschaft das „Titel-Tripel“. Im Herbst 2013 konnten sie den Titel im Supercup 2013 verteidigen.
Die Duchess gewannen den Meistertitel der Damen achtmal von 1998 bis 2022 sowie neunmal den Cup. In der NÖ Landesliga gewannen die BK Sixers 24 Mal den Landesmeistertitel bei den Herren und viermal mit den Damen.